# Tomáš Zatloukal
Tomáš Zatloukal (ur. 3 sierpnia 1969 w Gottwaldovie) – czeski polityk, nauczyciel, poseł do Parlamentu Europejskiego VI kadencji (2004–2009).

## Życiorys
Ukończył w 1992 studia pedagogiczne na Uniwersytecie Palackiego w Ołomuńcu. Odbył służbę wojskową, następnie od 1993 do 2004 pracował jako nauczyciel i (od 1998) dyrektor w szkole średniej w Zlínie. Obejmował mandat radnego kraju zlińskiego i miejskiego w Napajedli.
W wyborach w 2004 został wybrany do Parlamentu Europejskiego z listy ugrupowania SNK Europejscy Demokraci. Zasiadał w grupie chadeckiej oraz w Komisji Kultury i Edukacji.
W 2013 objął stanowisko przewodniczącego czeskiej inspekcji szkolnej.